# Tabernáculo da fé
O Tabernáculo da fé (em inglês:  Faith Tabernacle) é uma megaigreja neopentecostal, situada em Lagos, Nigéria, afiliada com Living Faith Church Worldwide.  O pastor sênior é David Oyedepo.

## História
Em 1981, David Oyedepo, um graduado em arquitetura de 26 anos com doutorado em desenvolvimento humano, tem uma visão para o seu ministério.  Ele então começa um trabalho missionário. Em 1983, foi ordenado pastor pelo pastor Enoch Adeboye. A Living Faith Church Worldwide é fundada em 11 de dezembro de 1983.  O edifício da igreja, chamado Faith Tabernacle, foi construído em menos de 12 meses e sua dedicação acontece em dezembro de 1998. Em 2025, a igreja tem uma participação de 50.000 pessoas. 

## Edifício
A construção do Tabernáculo da Fé tem uma capacidade de 50,400 lugares.    Abrange cerca de 70 hectares e é construído dentro de um complexo chamado Canaanland, que tem um tamanho de mais de 10.500 hectares (42 km2), em Ota, um subúrbio de Lagos. Em 2008, ele é listado pelo Livro Guinness dos Recordes como o maior auditório da igreja em termos de número de assentos. 